# Boxeuropameisterschaften 1949
Die 8. Herren-Boxeuropameisterschaften der Amateure wurden vom 13. bis 18. Juni 1949 in norwegischen Hauptstadt Oslo ausgetragen.
Es wurden Titel in acht Gewichtsklassen vergeben und es nahmen 93 Kämpfer aus 16 Nationen teil. Ungarn und Italien errangen jeweils zwei Titel, Frankreich, die Tschechoslowakei, Irland und Polen jeweils einen.

## Ergebnisse
| Klasse            | Gold                          | Silber                            | Bronze                       |
| Fliegengewicht    | Janusz Kasperczak Polen       | József Bednai Ungarn              | Hans Schmöller Österreich    |
| Bantamgewicht     | Giovanni Zuddas Italien       | Henning Jensen Dänemark           | Salvator Vangi Frankreich    |
| Federgewicht      | Jacques Bataille Frankreich   | Louis van Hoeck Belgien           | David O’Connell Irland       |
| Leichtgewicht     | Michael McCullagh Irland      | Mohammed Aimme Frankreich         | Pavle Šovljanski Jugoslawien |
| Weltergewicht     | Július Torma Tschechoslowakei | Victor Jørgensen Dänemark         | Guy Toupé Frankreich         |
| Mittelgewicht     | László Papp Ungarn            | Stig Sjölin Schweden              | Ivano Fontana Italien        |
| Halbschwergewicht | Giacomo di Segni Italien      | Ota Rademacher Tschechoslowakei   | Willy Schagen Niederlande    |
| Schwergewicht     | László Bene Ungarn            | Raymond Degl’Innocenti Frankreich | Uber Baccilieri Italien      |

## Medaillenspiegel
| Rang | Land             | Gold | Silber | Bronze | Gesamt |
| ---- | ---------------- | ---- | ------ | ------ | ------ |
| 01   | Ungarn           | 2    | 1      | 0      | 3      |
| 02   | Italien          | 2    | 0      | 2      | 4      |
| 03   | Frankreich       | 1    | 2      | 2      | 5      |
| 04   | Tschechoslowakei | 1    | 1      | 0      | 2      |
| 05   | Irland           | 1    | 0      | 1      | 2      |
| 06   | Polen            | 1    | 0      | 0      | 1      |
| 07   | Dänemark         | 0    | 2      | 0      | 2      |
| 08   | Belgien          | 0    | 1      | 0      | 1      |
| 08   | Schweden         | 0    | 1      | 0      | 1      |
| 010  | Österreich       | 0    | 0      | 1      | 1      |
| 010  | Niederlande      | 0    | 0      | 1      | 1      |
| 010  | Jugoslawien      | 0    | 0      | 1      | 1      |
|      | Gesamt           | 8    | 8      | 8      | 24     |